# Autostrada międzystanowa nr 205 (Oregon – Waszyngton)
Autostrada międzystanowa nr 205 (ang. Interstate 205, I-205) – amerykańska autostrada międzystanowa o długości 36,64 mil (58,97 km) przebiegająca przez Oregon i Waszyngton, będąca drogą pomocniczą autostrady międzystanowej nr 5. Stanowi ona wschodnią obwodnicę miast Portland i Vancouver. Budowana była etapami od 1970 do 1983. Oficjalnie znana jako War Veterans Memorial Freeway lub East Portland Freeway.